# Flughafen Köln-Butzweilerhof

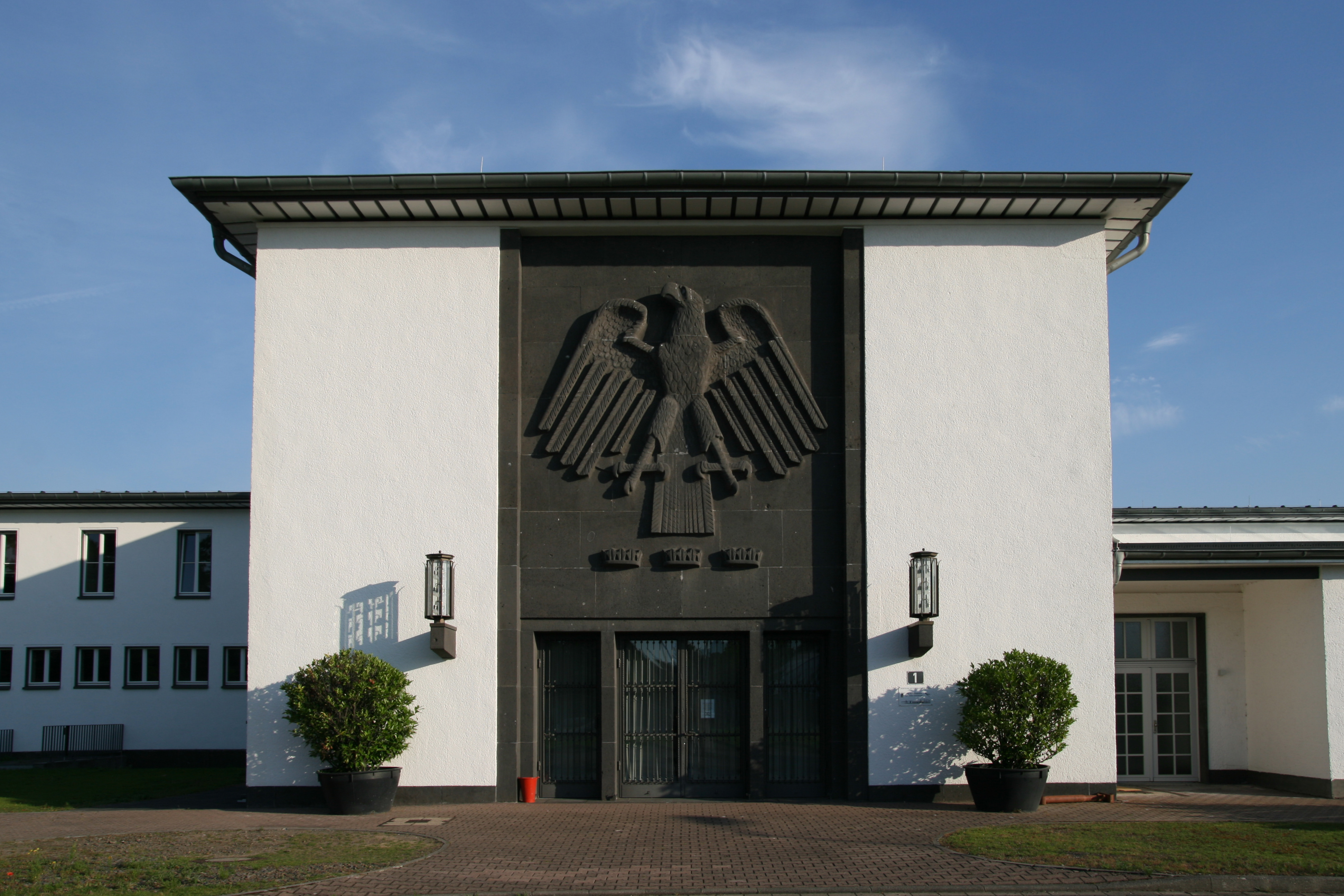
Portal der Abfertigungshalle Butzweilerhof aus dem Jahr 1936

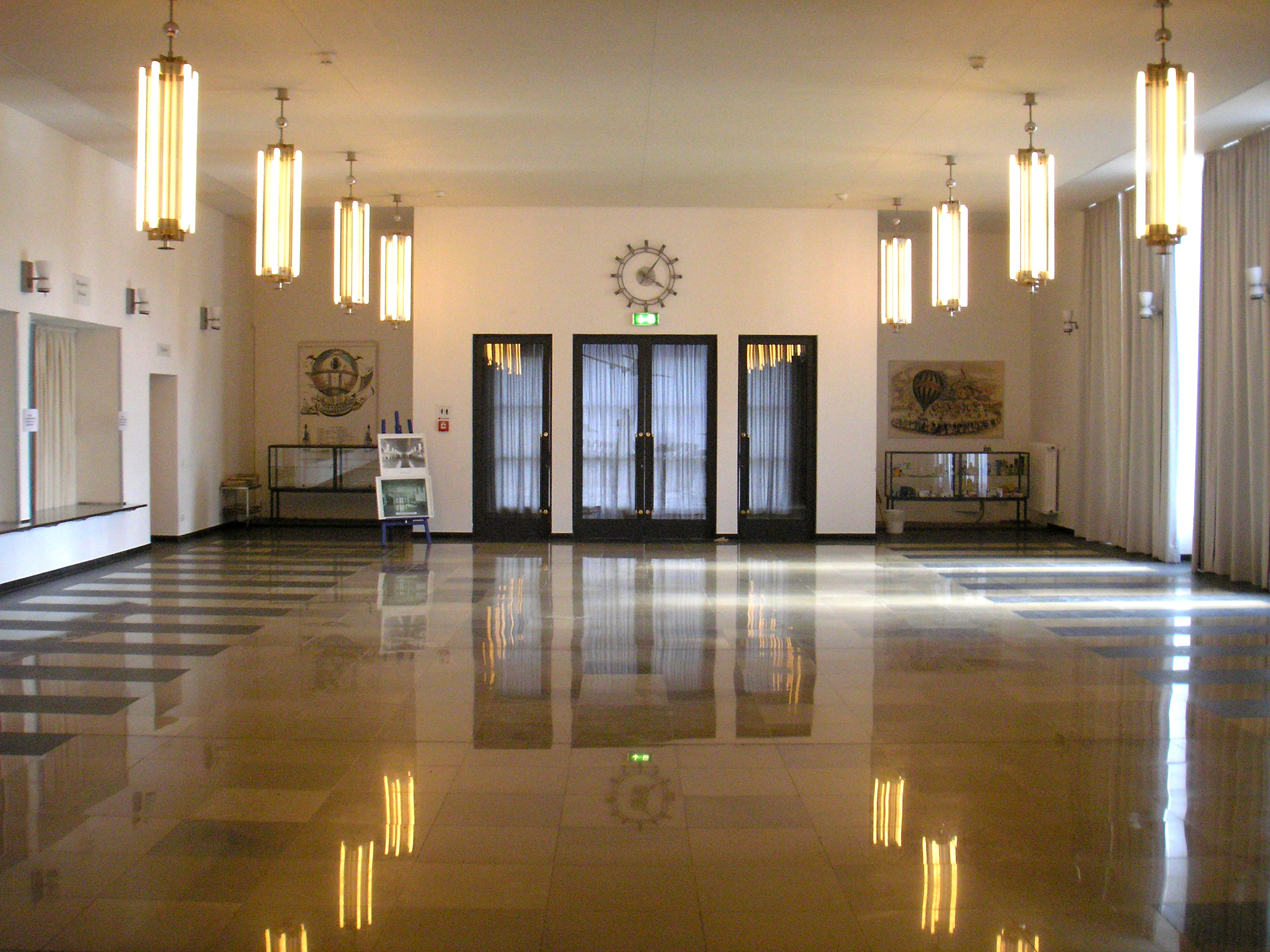
Empfangshalle

Der Flughafen Köln-Butzweilerhof war der erste zivile Flughafen der Stadt Köln. Er wurde im Jahre 1911 im Stadtteil Ossendorf angelegt. Heute ist auf dem Gelände eine Ortslage unter der Bezeichnung Butzweilerhof mit Wohnbebauung und einem Gewerbegebiet.

## Vorgeschichte

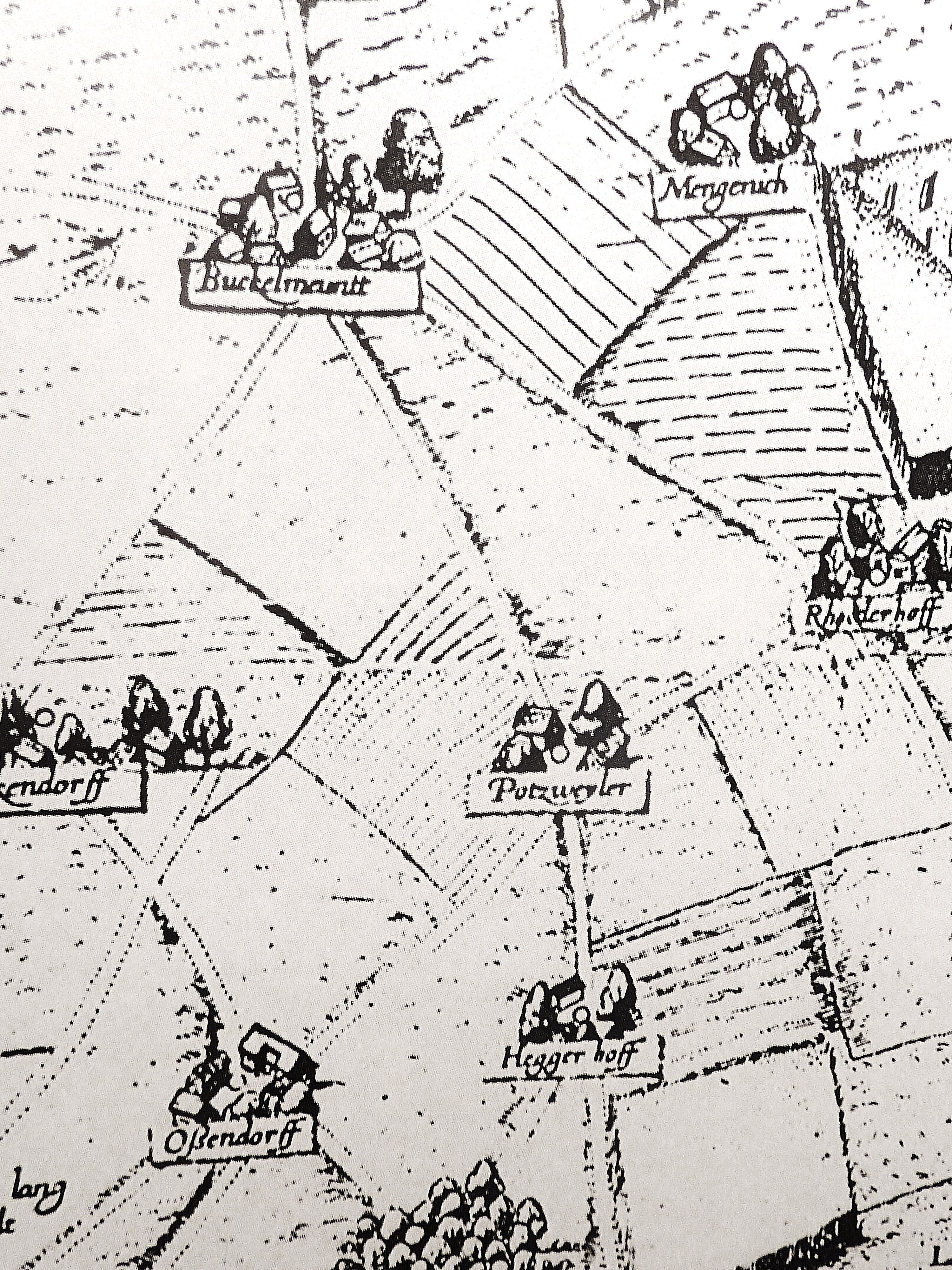
Abraham Hogenberg – Ehrenportzer Schweidt (1609)

Der Bauernhof „Potzweyler“ wurde um 1230 gegründet, die vergrößerte Siedlung „Potzweyler“ erschien 1609 auf der Schweidkarte des Abraham Hogenberg, das kleine Dorf (Weiler) lag danach zwischen „Oßendorff“ (heute Köln-Ossendorf) und „Buckelmeuntt“ (Köln-Bocklemünd) westlich vom „Heggerhoff“ (der Heckhof im heutigen Stadtteil Bilderstöckchen war ab 1348 der Präsenzhof des Stiftes St. Ursula). Auf der Tranchotkarte von 1807 ist der Beitzweiler Hof als einzelne Hofanlage mit umgebenden Gärten westsüdwestlich vom heute noch existierenden Hechhof/Heckhof eingezeichnet. Er lag östlich der heutigen Butzweilerstraße etwas nördlich der Einmündung der heutigen Delfossestraße (Lage: 50° 58′ 51,1″ N, 6° 54′ 4,6″ O) und wurde auf der Karte der Preußischen Neuaufnahme als Butzweiler bezeichnet. Die Wirtschaftsgebäude wurden 1914 abgerissen, das Wohnhaus wahrscheinlich 1935. Die Höfe Potzweiler und Heckhof gehörten um 1825 zur Bürgermeisterei Longerich; damals hieß das Anwesen bereits „Butzweiler Hof“.

## Luftschiff- und Flughafen
Im Hinblick auf die Luftfahrt ist zwischen dem Luftschiffhafen in Köln-Bickendorf und dem Flughafen Butzweilerhof in Köln-Ossendorf zu unterscheiden. Während der Luftschiffhafen ausschließlich dem Verkehr mit Luftschiffen diente, war der Flughafen Butzweilerhof ein echter Flugplatz für Flugzeuge.

### Luftschiffhafen
Am 1. April 1909 war Baubeginn für die „Reichs-Luftschiffhalle“ in Köln-Bickendorf zwischen Venloer Straße und Ossendorfer Weg. Es entstand eine 152 Meter lange, 50 Meter breite und 30 Meter hohe Stahlkonstruktion (Hallenfläche 7600 m²), die im Mai 1909 fertiggestellt wurde und drei Luftschiffen Platz bot. Kaiser Wilhelm II. verlieh daraufhin im Juli 1909 der Stadt Köln den offiziellen Namen „Reichsluftschiffhafen Coeln“. Graf Ferdinand von Zeppelin landete am 5. August 1909 mit der „Z II“ in Köln-Bickendorf. Ab April 1910 wurde vom Luftschiffhafen Köln aus der Manöverbetrieb mit den Luftschiffen „Z II“, „M I“ und „P II“ aufgenommen. Die Gebäude wurden ab 1970 niedergelegt.

### Flughafen Butzweilerhof

#### Vor dem Ersten Weltkrieg
Der Kölner Flugpionier Jean Hugot schaffte es im Sommer 1910 im zweiten Versuch, seine selbst konstruierte Flugmaschine für wenige Sekunden auf eine Höhe von zwei Metern zu bringen. Er benutzte dazu das Feld des Butzweiler Hofs, auf dem er nach weiteren Versuchen bis zu 60 Metern weit fliegen konnte. In einer Scheune stellte er mit anderen Kölner Konstrukteuren weiterentwickelte Maschinen unter. Am 23. Juli 1911 rettete sich Hugot bei einem weiteren Versuch aus der brennenden Maschine. Der Flughafen Butzweilerhof entstand 1912 als „Kaiserliche Fliegerstation und Flugschule“. Im Mai 1912 verpachtete die Stadt den Flugplatz an die Militärverwaltung, die dort das erste Rollfeld mit einer 256 Meter langen Landebahn auf 48 Meter üM Höhe anlegte. Das Gelände „liegt besonders günstig, da es unmittelbar an die in Ossendorf erbaute Militärluftschiffhalle … grenzt.“ Jean Hugot organisierte am 29. Juni 1912 einen „Flugtag zu Cöln“, zu dem 100.000 Besucher kamen.

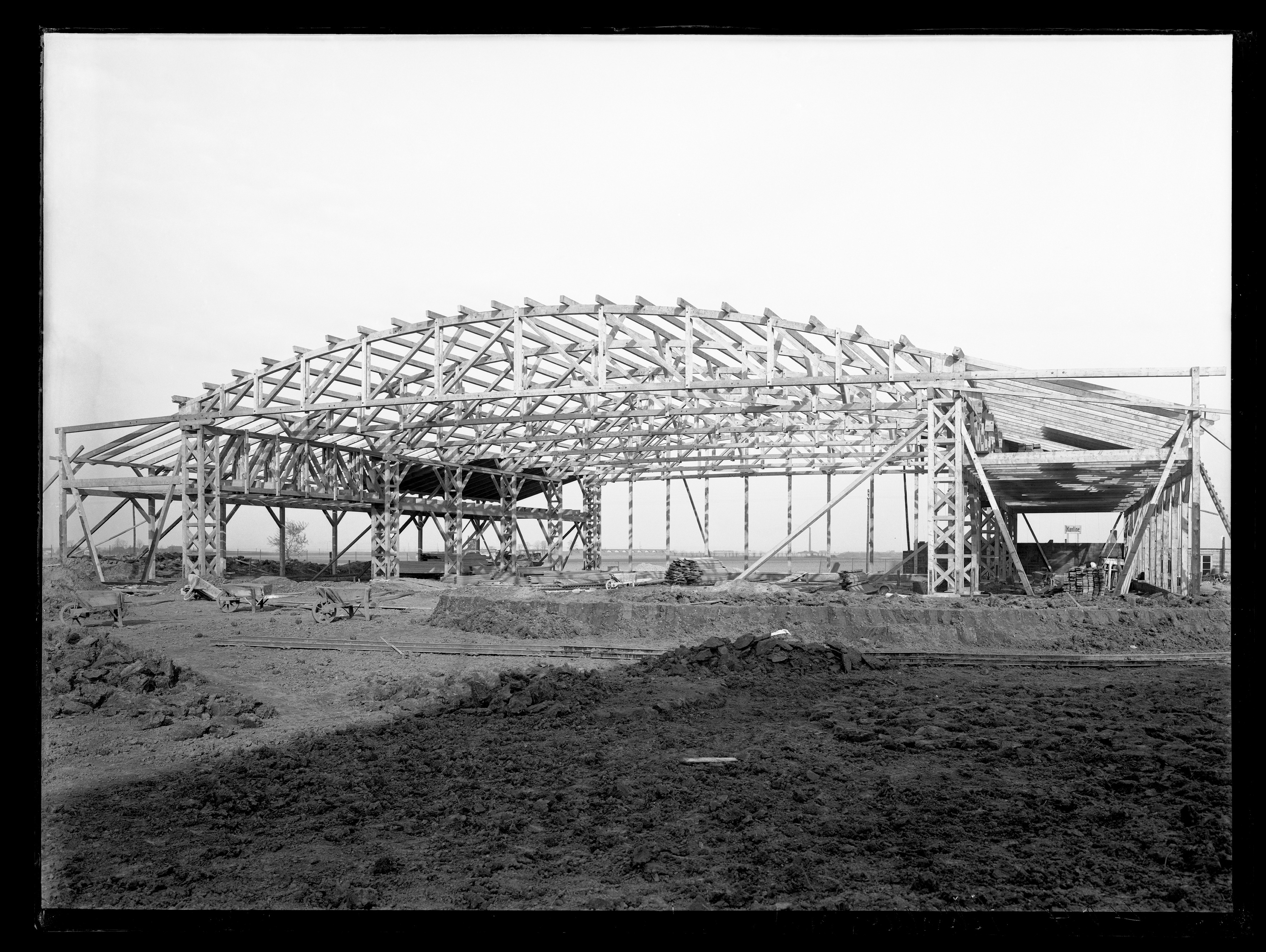
Werfthalle der Fliegerstation im Bau, um 1913

Die Grundsteinlegung für den militärisch genutzten Flughafen fand schließlich am 15. September 1912 statt. Es entstand eine Flugzeugwerft, eine Kraftwagenhalle und vier freitragende Flugzeughallen in den Ausmaßen von je 22 × 60 Meter, zwei unterirdische Betriebsstoffanlagen sowie ein Bremsstand. Am 1. April 1913 erfolgte seine Einweihung als „Fliegerstation Cölln Butzweilerhof“. Er wurde vom Stab der 1. Kompanie des Fliegerbataillons 3 bezogen. Manfred von Richthofen, der mit 80 Luftsiegen auf seiner Fokker „Dr.I“ zu den herausragenden Fliegern gehörte, erhielt von 7. Juni bis 10. Juni 1915 hier einen Lehrgang zum Flugbeobachter in der Fliegerersatzabteilung 7 (FEA 7) mit etwa 30 anderen Kadetten. Die „Fliegerbeobachterschule Köln“ nahm am 28. Januar 1917 auf dem Flugplatz Köln-Butzweilerhof ihren Betrieb auf.

#### Vor dem Zweiten Weltkrieg

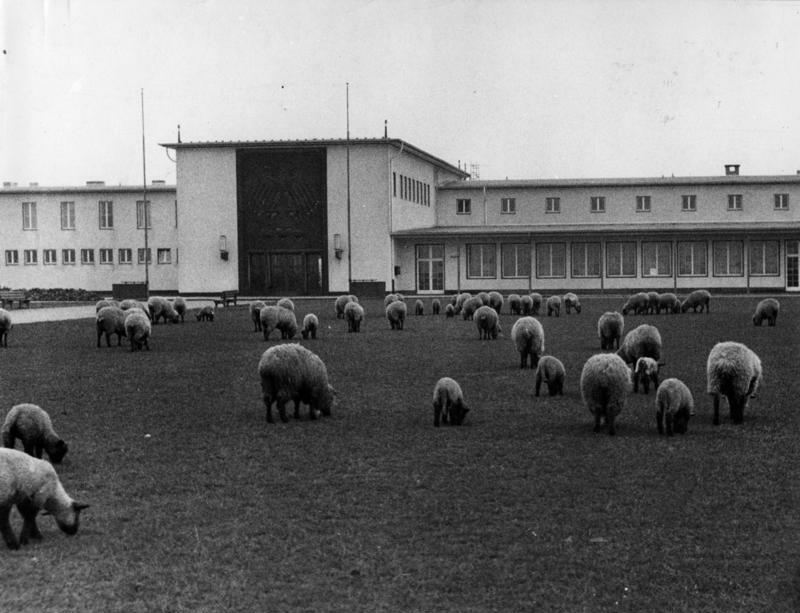
Butzweilerhof Haupteingang, 1937

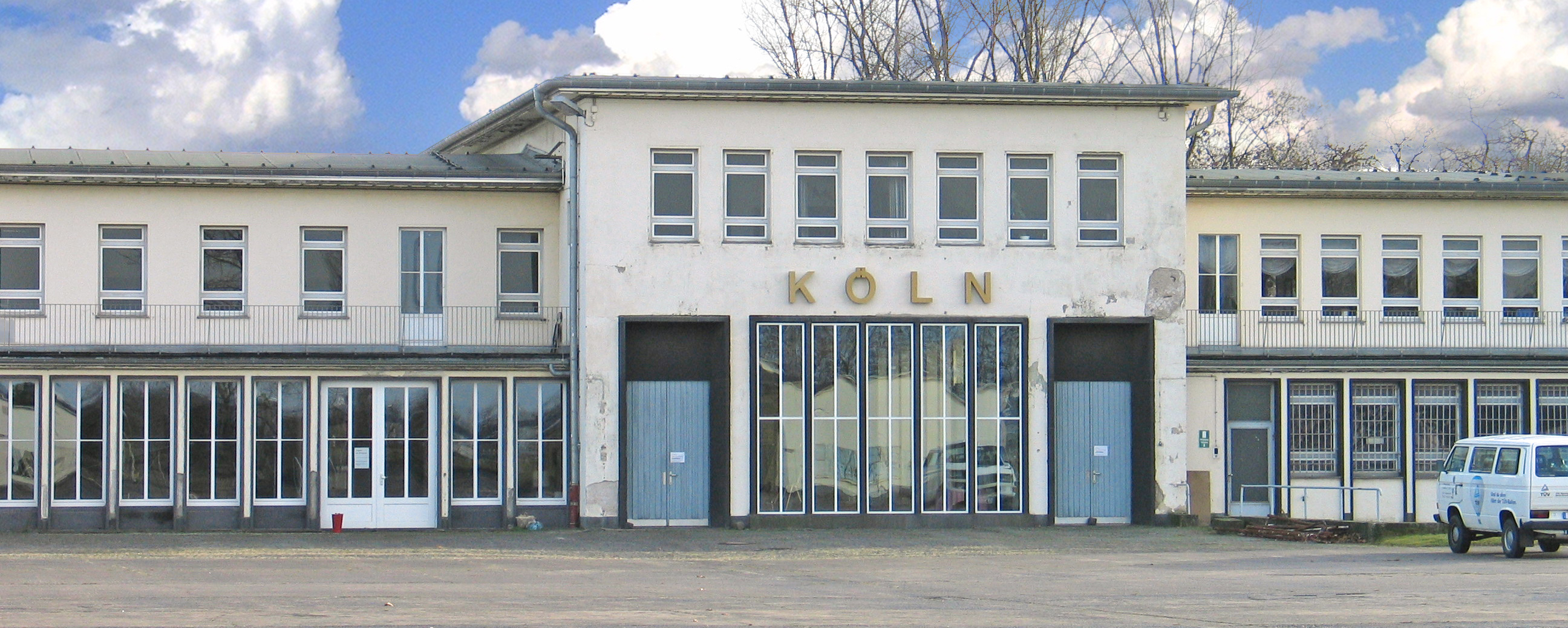
Denkmalgeschütztes Hauptgebäude des ehemaligen Flughafens Butzweilerhof

Als Folge des Ersten Weltkriegs belegte zwischen Dezember 1918 und März 1919 die 4. Squadron des Australian Flying Corps den Butzweilerhof und wurde im März 1919 von der Royal Air Force abgelöst. Als Kölner Flughafen diente nunmehr Ossendorf, als dort am 2. Oktober 1922 die britische Instone Air Line den Flugdienst London–Brüssel–Köln aufnahm. Der Butzweilerhof wurde bis zum Abzug der Briten am 31. Januar 1926 auch als „Aerodrome Bickendorf“ bezeichnet. Am 31. Januar 1926 zogen die britischen Besatzungstruppen ab, am 1. Februar 1926 landete im Butzweilerhof eine aus Berlin kommende Lufthansa-Junkers G 24. Mit Unterstützung des Kölner Oberbürgermeisters Konrad Adenauer ließ Fritz Schumacher den militärisch genutzten Flughafen auf 173 Hektar erweitern. Bereits am 16. Mai 1926, passenderweise am Himmelfahrts-Tag, wurde der „Butz“ für den zivilen Luftverkehr freigegeben. An jenem Tag fand nach dem Umbau des militärisch genutzten Flughafens die feierliche Einweihung des Zivilflughafens statt. Von Beginn an flogen sechs Linien den Flughafen an. Die Lufthansa eröffnete den planmäßigen Flugverkehr am 6. April 1926 mit der Strecke Berlin-Köln-Paris. Nach Abzug der Besatzung ging das Flughafengelände mit den darauf befindlichen Bauten in städtisches Eigentum über. 1926 verbuchte der Butzweilerhof täglich bereits rund 24 Starts und Landungen, 1930 landeten bereits mehr als 50 Maschinen. Der Flughafen war ab 1930 bis zum Zweiten Weltkrieg das Luftkreuz des Westens. 1931 wurde eine Linienverbindung zum Merzbrück bei Aachen eingerichtet, die bis 1935 mit der Junkers G 24 betrieben wurde. Nachdem die Kölner Stadtverordneten-Versammlung den Ausbau des Flughafens Butzweilerhof von 54 ha auf 129 ha beschlossen hatte, begannen 1935 die Arbeiten für seine Erweiterung. Nach Baubeginn am 23. April 1935 wurden 1100 Arbeitslose für die Erweiterung eingezogen. Am 25. Juli 1936 wurde das neue repräsentative, 250 Meter lange Flughafen-Empfangsgebäude nach Entwurf des Architekten Hans Mehrtens mit einem Festakt eröffnet, das eine schlichte, im Grunde moderne Gestaltung im Sinne des Neuen Bauens mit monumentalen Elementen der Architektur des Nationalsozialismus kombinierte. Es steht heute zusammen mit anderen Teilen der Anlage unter Denkmalschutz. Das Empfangsgebäude wurde zwischen 1995 und 2007 originalgetreu restauriert. Butzweilerhof avancierte nach Berlin-Tempelhof zur zweitgrößten deutschen Flughafenanlage der 1930er Jahre.

#### Zweiter Weltkrieg
Am 26. August 1939 wurde der Flughafen mit allen Gebäuden und Einrichtungen von der Luftwaffe der Wehrmacht übernommen, die eine Fliegerhorstkommandantur errichtete. Noch vor Morgengrauen des 10. Mai 1940 – an diesem Tag begann der Westfeldzug – starteten von hier 11 Schleppgespanne (je ein Schleppflugzeug Junkers Ju 52/3m und ein Lastensegler DFS 230) der 17. Staffel der Kampfgruppe zu besonderen Verwendung 5. Die Lastensegler landeten kurz darauf in Belgien in der Nähe von Fort Eben-Emael und griffen zwei Brücken an. Am 17. November griffen 96 B-17 Bomber der 8. US-Luftflotte den Fliegerhorst am Butzweilerhof an. Anschließend mussten sowjetische Zwangsarbeiterinnen die Schäden beseitigen, gleichwohl wurde der Flugplatz nach Januar 1945 nicht mehr genutzt. Am 6. März 1945 eroberten US-Bodentruppen das Gelände des Fliegerhorstes.
Die folgende Tabelle zeigt eine Auflistung aller fliegender aktiver Einheiten (ohne Schul- und Ergänzungsverbände) der Luftwaffe die hier zwischen 1939 und 1945 stationiert waren.
| Von            | Bis           | Einheit                | Ausrüstung                |
| -------------- | ------------- | ---------------------- | ------------------------- |
| September 1939 | Mai 1940      | Stab, I., II./St.G. 77 | Junkers Ju 87B            |
| Dezember 1939  | Februar 1940  | I.(Jagd)/LG 2          | Messerschmitt Bf 109E     |
| Mai 1940       | Mai 1940      | 17./KGr. z.b.V. 5      | Junkers Ju 52/3m, DFS 230 |
| Mai 1940       | Mai 1940      | 11.(N)/JG 2            | Messerschmitt Bf 109E     |
| Mai 1940       | Juni 1940     | Stab, I., III./KG 1    | Heinkel He 111H           |
| August 1940    | Oktober 1940  | KGr. z.b.V. 106        | Junkers Ju 52/3m          |
| Dezember 1940  | März 1941     | Stab, II./JG 53        | Messerschmitt Bf 109E     |
| April 1944     | Juni 1944     | II./NJG 2              | Junkers Ju 88C/G          |
| Juli 1944      | Dezember 1944 | Stab/NJG 2             | Junkers Ju 88C/G          |
| Januar 1945    | Januar 1945   | II./SG 4               | Focke-Wulf Fw 190F/G      |

#### Nach dem Zweiten Weltkrieg

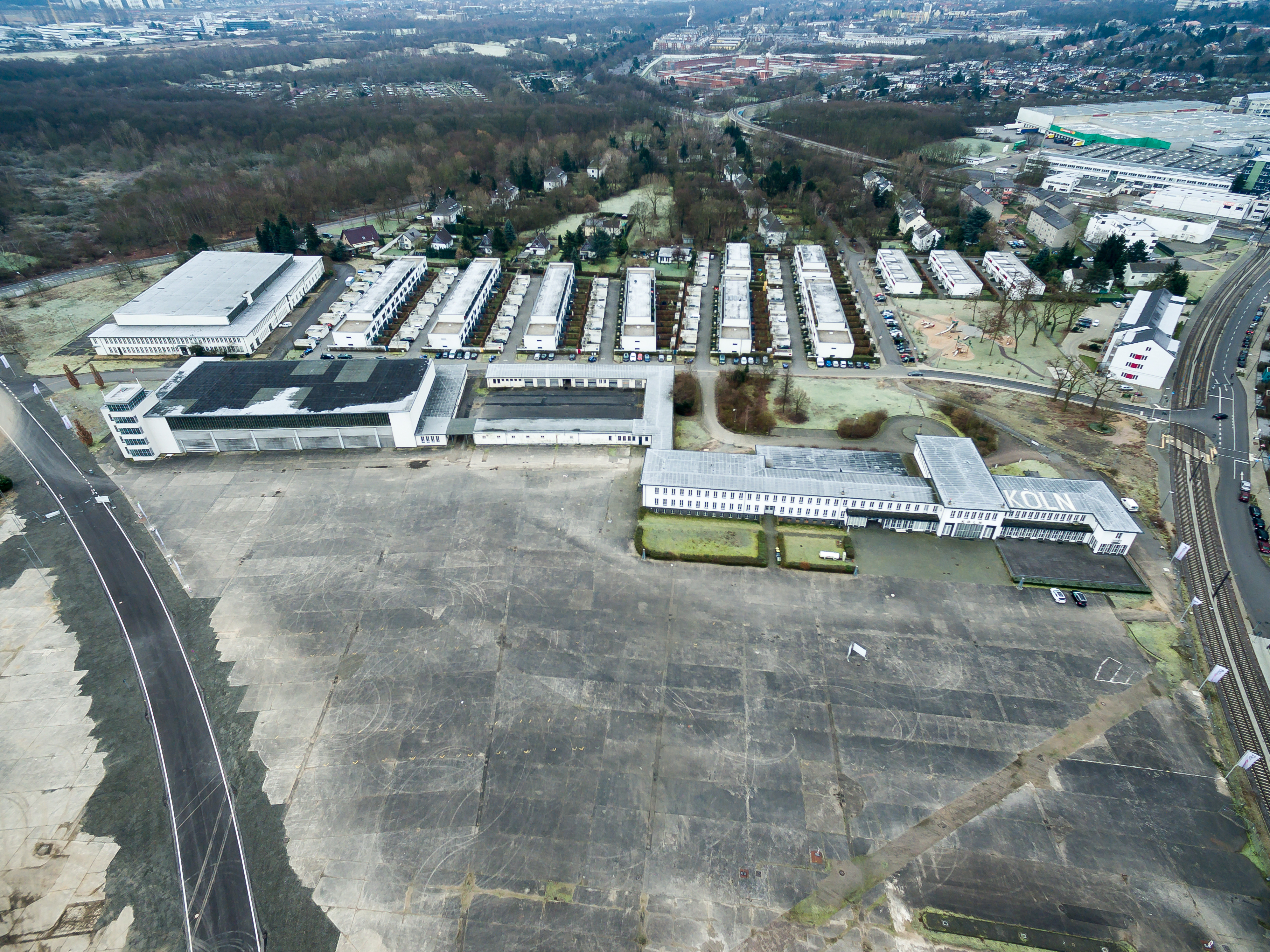
Zustand des Flughafens 2016

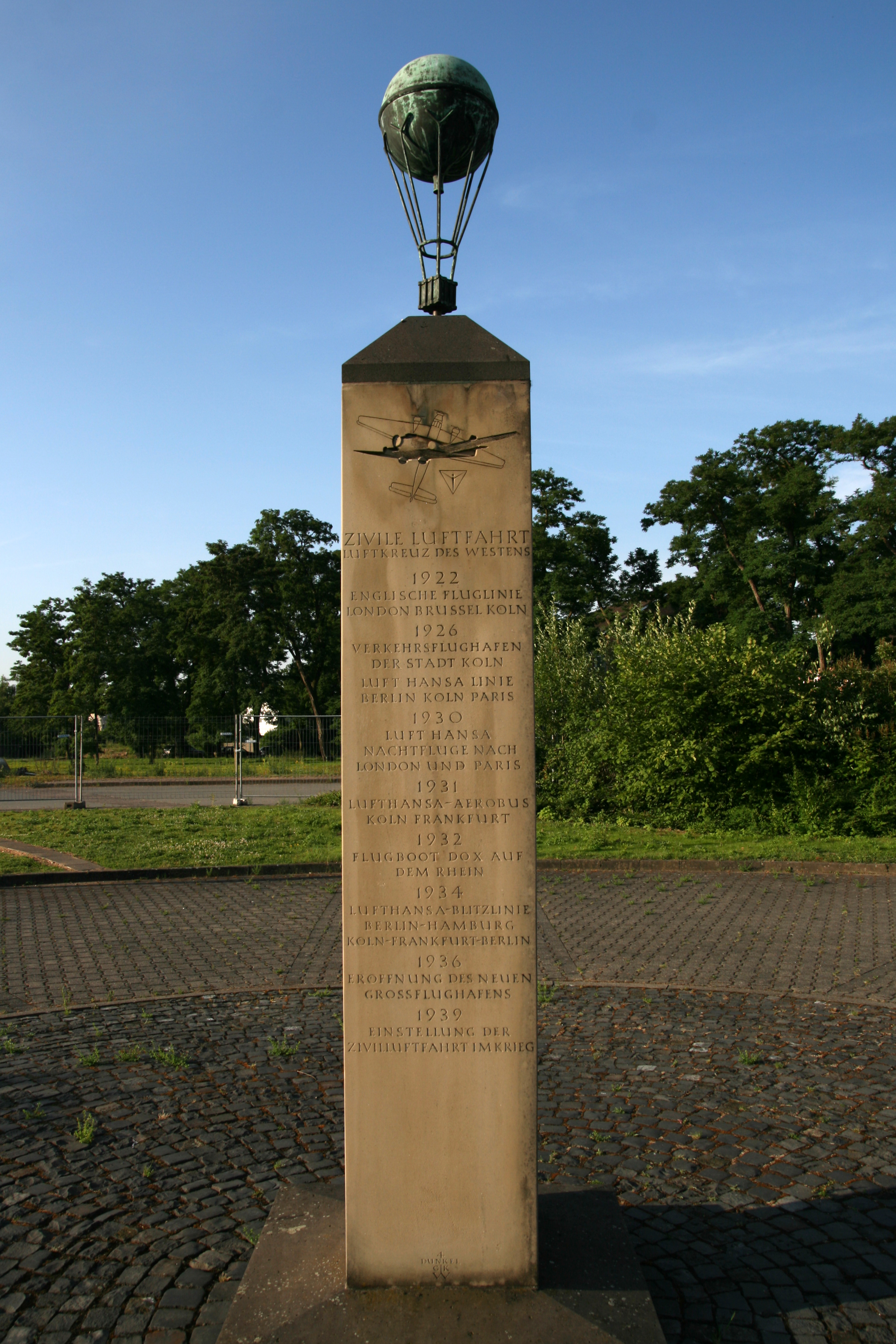
Stele mit Darstellung der Flughafengeschichte vor dem Hauptgebäude: Tafel Zivilluftfahrt

Auch nach 1945 blieb der „Butz“ durch Besatzungs- und später NATO-Truppen militärisch. Er wurde bis 1957 zudem noch zivil- und bis zum 4. August 1980 auch sportfliegerisch genutzt. Die Funktion eines kommerziellen Zivilflughafens übernahm ab 18. Juli 1957 der neue Flughafen Köln/Bonn im rechtsrheinischen Köln-Wahn. Im Jahre 1956, beim „Flugtag der Nationen“ mit 200.000 Besuchern, und 1960 als Austragungsort der Weltmeisterschaft im Segelfliegen machte der Flughafen nochmals Schlagzeilen.
Die Royal Air Force übernahmen die Anlage im März 1945. Im Januar 1967 verließ sie die Kaserne und übergab sie der Bundeswehr zur alleinigen Nutzung. Diese nutzte die Liegenschaft unter anderem für die Unterbringung eines Kraftfahrausbildungszentrums, des Transportbataillons 801, des Verteidigungsbezirkskommandos 31, verschiedener Geräteeinheiten und Kleindienststellen. 2006 endete die militärische Nutzung. Der Bundesnachrichtendienst soll in der Kaserne Butzweilerhof eine geheime Dienststelle unterhalten haben, die gegen Polen aufgeklärt hat und vom Oberst Günther Baltutis geleitet wurde.
Am 30. September 1980 verfügte der Kölner Regierungspräsident Antwerpes die Schließung des Verkehrslandeplatzes Köln-Butzweilerhof (EDKU). Am 15. November 1980 feierte Papst Johannes Paul II. auf dem ehemaligen Flugfeld eine Heilige Messe vor 380.000 Zuschauern. Es verblieben die belgischen Heeresflieger-Streitkräfte und das schwere Transportbataillon 801 der Bundeswehr. Am 17. Oktober 1981 wurde der Flughafentower abgebaut, im August 1995 verließen die belgischen Heeresflieger den Flugplatz; die Bundeswehr schloss den Standort am 31. Dezember 1995. Damit war der Flugbetrieb gänzlich eingestellt. In den Folgejahren wurde das Gelände oft für Musikveranstaltungen genutzt. So war es zwischen 1996 und 1999 Standort des Bizarre-Festivals, im Jahr 1997 trat die Rockband U2 vor etwa 60.000 Zuschauern mit ihrer aufwändig gestalteten Popmart Tour auf.

#### Heutiger Zustand
Vom Flughafenkomplex aus den 1930er Jahren sind, heute denkmalgeschützt, noch wesentliche Teile erhalten und teilweise restauriert. Dazu gehören neben Teilen des Beton-Rollfeldes das Hauptgebäude mit Empfangshalle (1935/36), der Betriebshof (1935/36), die Flugzeughalle 1 mit viergeschossigem Kontrollturm (1936), die Flugzeughalle 2 (1937) sowie vier von ehemals fünf Einfamilienhäusern (1937) für Mitarbeiter des technischen Dienstes an der Delfossestraße. Auf der Rollfeldseite entsteht eine Wohnsiedlung, wobei eine Mindestdistanz zum denkmalgeschützten Ensemble eingehalten werden soll.
Seit Juni 2018 wird auf dem Gelände des historischen Flughafens ein automobiles Dienstleistungszentrum MOTORWORLD Köln – Rheinland betrieben. Im Bereich der früheren Hangars wurden dazu unter anderem drei Gastronomiebetriebe, ein Hotel, Konferenz- und Tagungsräume sowie eine Ausstellung zu dem siebenmaligen Formel-1-Weltmeister Michael Schumacher eingerichtet.

## Gewerbegebiet
Die Stadt plante als Ersatz für das Flughafengelände als Konversionsfläche ein Gewerbegebiet, das bereits ab Dezember 1968 zur Ansiedlung von Firmen führte. Erstes Unternehmen war Daimon, das im Januar 1969 Richtfest feierte. Das frühere Gewerbegebiet Ossendorf heißt nun „Gewerbegebiet Am Butzweilerhof“ und besitzt eine Nutzfläche von 33 Hektar.
In der Folge der Zulassung des Privatrundfunks in Deutschland im Januar 1984 kam es am Butzweilerhof zur konzentrierten Ansiedlung von Medienunternehmen. Als erster privater Fernsehsender siedelte sich im Januar 1993 VOX an, der Musiksender VIVA Deutschland folgte im Dezember 1993. Der regionale Telekommunikationsdienstleister NetCologne zog im Oktober 1994 hierhin (Am Coloneum 9). Sie bildeten das 1998 entstandene „Medienzentrum Butzweilerhof“ als Teil des „Gewerbegebiets Am Butzweilerhof“ mit einer Größe von 15 Hektar. Die Fernseh- und Filmproduktionsgesellschaft Magic Media Company (MMC) verlegte hierhin ihren Sitz, nachdem das von ihr betriebene „Coloneum“ am 2. Oktober 1999 mit einer Galaveranstaltung des Deutschen Fernsehpreises hier eröffnet hatte. Im August 2004 ging der Nachrichtensender n-tv aus dem Medienzentrum auf Sendung.
Eine Erweiterung dieses Gewerbegebiets erforderte ab Dezember 2007 den Abriss der verbliebenen Militärgebäude, soweit sie nicht – wie das 2004 renovierte Flughafengebäude und Hangar 2 – dem Denkmalschutz unterlagen. Schwere Verluste hatte das Medienzentrum hinzunehmen, als VIVA im März 2005 seinen Sitz nach Berlin verlegte sowie VOX und n-tv im September 2010 in die Rheinhallen nach Köln-Deutz umzogen. Das 1994 im Medienzentrum gegründete Cologne Broadcasting Center zog ebenfalls im September 2010 in die Rheinhallen. Für geringfügigen temporären Ausgleich sorgte der regionale Fernsehsender center.tv Köln ab Oktober 2005 (Am Coloneum, Gebäude B), der jedoch unter dem Namen Köln.tv im Dezember 2014 an die Amsterdamer Straße wechselte. Verblieben sind „Am Butzweilerhof“ Produktionsfirmen wie Endemol Deutschland GmbH, Constantin Entertainment, Granada Produktion für Film und Fernsehen GmbH oder WIGE Media.
Wesentliche, nicht von Medien genutzte Gebäude sind der „Butzweiler Stern“ und ein Möbelgroßmarkt. Der „Butzweiler Stern“ ist ein im Dezember 2006 fertiggestellter, in Form eines doppelten „X“ errichteter Bürogebäudekomplex mit 24.080 m² Fläche für 48 Büroeinheiten. Ankermieter mit 4600 m² ist seit Dezember 2014 der Automobilzulieferer Lear Corporation. Im März 2009 eröffnete der damals größte IKEA-Markt Deutschlands mit einer Verkaufsfläche von 42.700 m². Seit Januar 2018 befindet sich der Hauptsitz der Kölner Agentur für Arbeit auf einem knapp 14.000 m² großen Grundstück des ehemaligen Flughafengeländes. Das Gebäude umfasst Arbeitsplätze für über 600 Beschäftigte.
Seit dem Jahr 2004 setzt sich eine Initiative aus dort ansässigen Bürgern und Firmen für die Schaffung eines neuen Kölner Stadtteils ein, der „Am Butzweilerhof“ heißen soll, entsprechende Ortseingangs-Schilder hat die Stadt Köln bereits aufstellen lassen. Insgesamt haben „Am Butzweilerhof“ über 400 Unternehmen mit etwa 12000 Beschäftigten ihren Sitz. Seit Dezember 2010 bedient die Stadtbahn Köln mit der verlängerten Linie 5 die Haltestellen „Alter Flughafen Butzweilerhof“, „IKEA Am Butzweilerhof“ und „Sparkasse Am Butzweilerhof“.